# Kanton Rozoy-sur-Serre
Kanton Rozoy-sur-Serre (fr. Canton de Rozoy-sur-Serre) byl francouzský kanton v departementu Aisne v regionu Pikardie. Tvořilo ho 30 obcí. Zrušen byl po reformě kantonů 2014.

## Obce kantonu
- Archon
- Les Autels
- Berlise
- Brunehamel
- Chaourse
- Chéry-lès-Rozoy
- Clermont-les-Fermes
- Cuiry-lès-Iviers
- Dagny-Lambercy
- Dizy-le-Gros
- Dohis
- Dolignon
- Grandrieux
- Lislet
- Montcornet
- Montloué
- Morgny-en-Thiérache
- Noircourt
- Parfondeval
- Raillimont
- Renneval
- Résigny
- Rouvroy-sur-Serre
- Rozoy-sur-Serre
- Sainte-Geneviève
- Soize
- Le Thuel
- Vigneux-Hocquet
- La Ville-aux-Bois-lès-Dizy
- Vincy-Reuil-et-Magny